# U-502
U-502 — большая океанская немецкая подводная лодка типа IX-C, времён Второй мировой войны.
Заказ на постройку лодки был отдан судостроительной компании «Дойче Верке» в Гамбурге 25 сентября 1939 года. Лодка была заложена 2 апреля 1940 года под строительным номером 292, спущена на воду 18 февраля 1941 года, 31 мая 1941 года под командованием капитан-лейтенанта Юргена фон Росенштиля вошла в состав 2-й флотилии и использовалась для обучения экипажа. 1 сентября 1941 года вошла в строй боевых кораблей 2-й флотилии. Лодка совершила 4 боевых похода, в которых потопила 14 судов (78 843 брт) и повредила 2 судна (23 797 брт). 6 июля 1942 года потоплена в Бискайском заливе к западу от Ла-Рошели в районе с координатами 46.10N, 06.40W глубинными бомбами британского самолёта типа «Веллингтон». Все 52 члена экипажа погибли. U-502 стала первой лодкой, погибшей при атаке самолёта с прожектором Лея.